# Force Aérienne Populaire de Benin
La Force Aérienne Populaire de Benin e con la sigla FAPB, tradotta dal francese in Forza aerea popolare del Benin ed internazionalmente nota con la designazione in lingua inglese Benin Air Force e con la sigla BAF, è l'attuale aeronautica militare del Benin e parte integrante delle forze armate beninesi.

## Storia
L'aeronautica militare nazionale viene fondata nel 1961, dopo che l'anno precedente lo stato africano riuscì ad ottenere la propria indipendenza dalla Francia costituendo la Repubblica del Dahomey.
Al momento della sua istituzione la forza aerea poteva contare solo su un ridotto numero di velivoli, quattro Max-Holste MH-1521M Broussard da osservazione e collegamento, sette Douglas C-47 Dakota da trasporto e due elicotteri leggeri Agusta-Bell AB47G.
A seguito di un colpo di Stato, che nel 1972 portò alla presidenza il maggiore Mathieu Kérékou, il desiderio di conseguire una nuova immagine a livello mondiale fece adottare, nel 1975, il nuovo nome Benin. Di conseguenza anche l'aeronautica militare, che fino ad allora era nota come Force Aérienne de Dahomey mutò la sua designazione ufficiale in Force Aérienne Populaire de Benin a sottolineare l'orientamento filocomunista del nuovo governo.
Nel 1978 vennero acquistati due Fokker F27, che operarono come aerei da trasporto prima di essere trasferiti definitivamente alla compagnia aerea di bandiera Air Benin, e due Antonov An-26.
Alla fine del 1985 entrarono in servizio due Dornier Do 28, che andarono a sostituire i più datati C-47 Dakota, e nel 1989 un de Havilland Canada DHC-6 Twin Otter.
Al settembre 2016 il parco aeromobili in dotazione alla Force Aérienne Populaire de Benin consta di una piccola flotta di vari modelli sia ad ala fissa che rotante, con compiti di trasporto ed utility.

## Aeromobili in uso
Sezione aggiornata annualmente in base al World Air Force di Flightglobal del corrente anno. Tale dossier non contempla UAV, aerei da trasporto VIP ed eventuali incidenti accorsi durante l'anno della sua pubblicazione. Modifiche giornaliere o mensili che potrebbero portare a discordanze nel tipo di modelli in servizio e nel loro numero rispetto a WAF, vengono apportate in base a siti specializzati, periodici mensili e bimestrali. Tali modifiche vengono apportate onde rendere quanto più aggiornata la tabella.
Il numero degli aeromobili realmente in servizio è indicativo in quanto si tratta di materiale di volo molto longevo.
| Aeromobile                           | Origine        | Tipo                          | Versione (denominazione locale) | In servizio (2024) | Note | Immagine |
| Aerei da trasporto                   |                |                               |                                 |                    | |          |
| de Havilland Canada DHC-6 Twin Otter | Canada         | Aereo da trasporto            | DHC-6 Srs.300                   | 1?                 | 1 |          |
| Boeing 727                           | Stati Uniti    | aereo da trasporto VIP        | B 727                           | 2                  | 2 |          |
| Dornier Do 128 Skyservant            | Germania       | aereo da trasporto leggero    | Do.128-2                        | ?                  | 2 |          |
| Aerei da addestramento               |                |                               |                                 |                    | |          |
| LH Aviation LH-10 Guardian           | Francia        | aereo da addestramento        | LH-10                           | 2                  | 4 |          |
| Elicotteri                           |                |                               |                                 |                    | |          |
| Eurocopter AS332 Super Puma          | Francia        | elicottero da trasporto medio | AS 332M-1                       | 3                  | 3 AS 332M-1 ex Royal Jordanian Air Force consegnati il 28 giugno 2023.                                                          |          |
| Sud-Aviation SA 316 Alouette III     | Francia        | elicotteri utility            | SA-316B                         | 1                  | 1 |          |
| AgustaWestland AW109                 | Italia         | elicotteri utility            | A 109BA                         | 4                  | 4 |          |
| Airbus H125                          | Unione europea | elicotteri utility            | H125                            | 2                  | 2 H125 di seconda mano consegnati il 2 febbraio 2023. Secondo il WAF 2025 di Flightglobal, sarebbe 5 gli esemplari in organico. |          |